# The Amenta
The Amenta – australijska grupa muzyczna wykonująca industrial death metal. Powstała w 2002 roku w Sydney.

## Dyskografia
- Mictlan (EP, 2002, wydanie własne)
- Occasus (2004, Listenable Records)[4]
- n0n (2008, Listenable Records)[5]
- VO1D (EP, 2011, digital download)[6]